# Defected Records

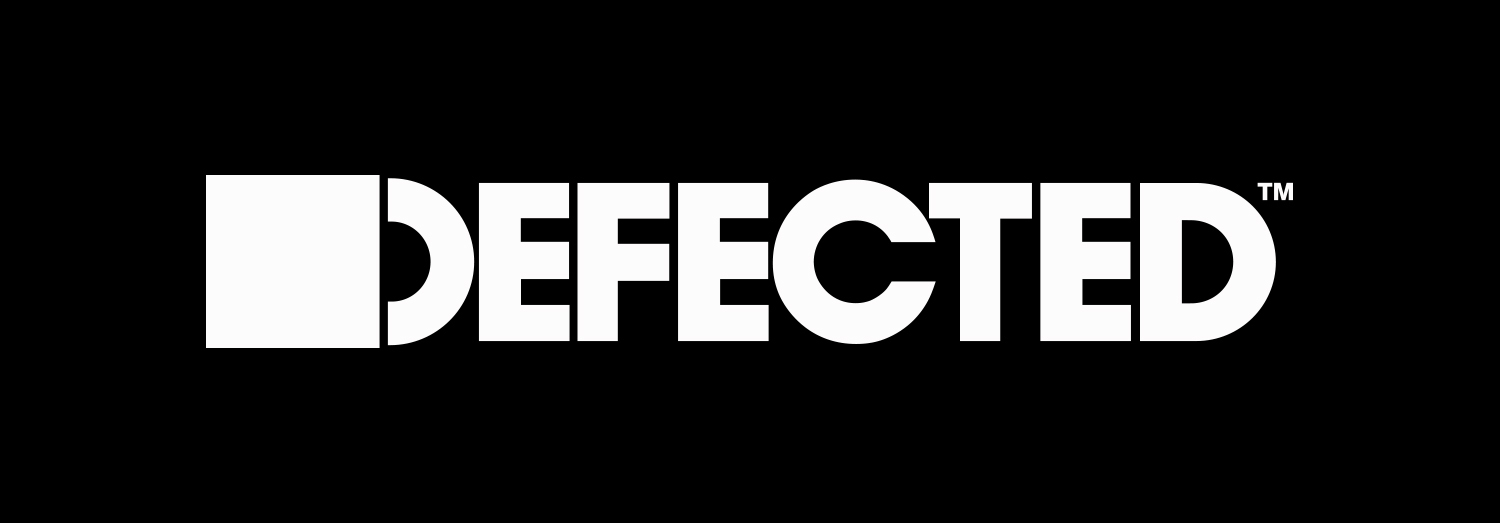
Logo

Defected Records is een Brits platenlabel dat gespecialiseerd is in house. Het label bestaat sinds 1999 en brengt singles, albums en verzamelaars uit. Ook organiseert het label feesten. Zijn visie is dat onversneden housemuziek met de juiste professionele marketing commercieel succesvol kan zijn met de kwaliteit als randvoorwaarde. Hiervoor worden advertenties en videoclips gemaakt. In die lijn worden er ook veelbelovende platen van kleinere labels op een grotere schaal uitgebracht. Deze strategie leverde het label al enkele tientallen hits op. 

## Geschiedenis
Defected Records werd opgericht door Simon Dunmore. In de eerste jaren is het label ook eigendom van de club Ministry of Sound. De eerste plaat was I can't get enough van Soulsearcher, die direct uitgroeide tot een hit in meerdere landen. Ook het nummer Get Get Down van Paul Johnson bleek een voltreffer. In de jaren na 1999 groeide het label gestaag uit tot een van de toonaangevende labels uit de housemuziek. Gevestigde producers als Roger Sanchez en Bob Sinclar brachten beide een album uit op het label en kwamen met singles daarvan in meerdere landen hoog in de hitlijsten. Ook nieuwere namen als Martin Solveig en Âme vonden een groter publiek via het label. Gedurende de jaren breidde Defected zijn activiteiten uit met het regelen van feesten en boekingen. Defected speelde een belangrijke rol in de wederopstanding van het Amerikaanse label Strictly Rhythm waar tussen 2007 en 2010 een innige samenwerking mee was. Het label nam in 2011 ook het label Azuli Records over en blies daar nieuw leven in. 
In 2014 werd het 15-jarig bestaan gevierd met een nieuwe huisstijl en een tournee door Europa.

## Artiesten die werk uitbrachten op Defected
- Roger Sanchez
- Dennis Ferrer
- Kings of Tomorrow
- Bob Sinclar
- Tensnake
- Junior Jack
- Martin Solveig
- Kathy Brown
- Masters at Work
- J Majik
- Blaze
- Miguel Migs
- Dubtribe Soundsystem
- DJ Gregory
- Jovonn

## Bekende platen van Defected
- The Soulsearcher - Can't get enough 1999
- Powerhouse ft. Duane Harden - What you need 1999
- Masters at Work ft. India - To be in love 1999
- Paul Johnson - Get Get Down 1999
- Bob Sinclar - I feel for you 2000
- Johnny Corporate - Sunday Shoutin' 2000
- Hatiras ft. Slarta John - Spaced invader 2001
- Kings of Tomorrow - Finally 2001
- Roger Sanchez - Another chance 2001
- Shakedown - At night 2002
- DJ Gregory - Tropical Soundclash 2002
- Junior Jack - E-Samba 2003
- Soul Central - Strings of life 2004
- Junior Jack - Stupiddisco 2004
- Jerome Sydenham & Dennis Ferrer - Sandcastles 2005
- Bob Sinclar - Love Generation 2005
- Blaze ft. Barbara Tucker - Most precious love 2005
- Julien Jabre - Swimming places 2006
- Âme - Rej 2006
- Fish Go Deep ft. Tracey K. - The Cure & The Cause 2006
- Sandy Rivera & Haze - Freak 2008
- Tensnake - Coma Cat 2010
- Storm Queen - Look Right Through 2011

## Artiestenalbums uitgebracht op Defected
- Bob Sinclar - Champs Elysées 2000
- Roger Sanchez - First contact 2001
- Dubtribe Sound System - Baggage 2003
- Martin Solveig - Sur La Terre  2004
- Junior Jack - Trust it 2004
- Kings of Tomorrow - Trouble 2005
- Reel People - Second Guess 2005
- Martin Solveig - Hedonist 2005
- Bob Sinclar - Western Dream 2006
- Dennis Ferrer - The World As I See It 2006
- Mr. V - Welcome Home 2006
- Peven Everett- Power Soul 2006
- Copyright - Voices & Visions 2008
- DJ Spen & The MuthaFunkaz present Marc Evans - The Way You Love Me 2008
- Nick Curly - Between The Lines 2012
- Miguel Migs - Dim Division 2014